# Sanni Leinonen
Sanni Maaria Leinonen (ur. 8 listopada 1989 w Siilinjärvi) – fińska narciarka alpejska, zawodniczka klubu Tampereen Slalom-Seura, olimpijka.

## Kariera
Po raz pierwszy na arenie międzynarodowej Sanni Leinonen pojawiła się 20 listopada 2004 roku w Tärnaby, gdzie w zawodach FIS Race nie ukończyła pierwszego przejazdu slalomu. W 2005 roku wystartowała na olimpijskim festiwalu młodzieży Europy w Monthey, gdzie jej najlepszym wynikiem było czternaste miejsce w supergigancie. Rok później wystąpiła na mistrzostwach świata juniorów w Quebecu, jednak nie ukończyła żadnej konkurencji. Jeszcze trzykrotnie startowała na imprezach tego cyklu, najlepszy wynik osiągając podczas mistrzostw świata juniorów w Garmisch-Partenkirchen w 2009 roku, gdzie była szósta w slalomie.
W zawodach Pucharu Świata zadebiutowała 3 lutego 2006 roku w Ofterschwang, gdzie nie zakwalifikowała się do pierwszego przejazdu giganta. Pierwsze pucharowe punkty wywalczyła 11 listopada 2006 roku w Levi, zajmując 21. miejsce w slalomie. Najwyższą lokatę w zawodach tego cyklu wywalczyła 17 stycznia 2010 roku w Mariborze, gdzie slalom ukończyła na siódmej pozycji. Najlepsze wyniki osiągnęła w sezonie 2009/2010, który ukończyła na 61. pozycji w klasyfikacji generalnej. W 2010 roku brała udział w igrzyskach olimpijskich w Vancouver, gdzie nie ukończyła slalomu, a w gigancie zajęła 30. miejsce. Była też między innymi jedenasta w slalomie podczas mistrzostw świata w Val d’Isère w 2009 roku. W 2012 roku zakończyła karierę.
Jej brat bliźniak - Kalle Leinonen uprawia narciarstwo dowolne.

## Osiągnięcia

### Igrzyska olimpijskie
| Miejsce | Dzień     | Rok  | Miejscowość | Konkurencja | Czas biegu  | Strata  | Zwyciężczyni        |
| ------- | --------- | ---- | ----------- | ----------- | ----------- | ------- | ------------------- |
| 30.     | 25 lutego | 2010 | Vancouver   | Gigant      | 2:27,11 min | +5,33 s | Viktoria Rebensburg |
| DNF1    | 26 lutego | 2010 | Vancouver   | Slalom      | 1:42,89 min | -       | Maria Riesch        |

### Mistrzostwa świata
| Miejsce | Dzień     | Rok  | Miejscowość | Konkurencja | Czas biegu  | Strata  | Zwyciężczyni    |
| ------- | --------- | ---- | ----------- | ----------- | ----------- | ------- | --------------- |
| 31.     | 13 lutego | 2007 | Åre         | Gigant      | 2:31,72 min | +4,99 s | Nicole Hosp     |
| 30.     | 16 lutego | 2007 | Åre         | Slalom      | 1:43,91 min | +5,45 s | Šárka Záhrobská |
| 21.     | 12 lutego | 2009 | Val d’Isère | Gigant      | 2:03,49 min | +3,57 s | Kathrin Hölzl   |
| 11.     | 14 lutego | 2009 | Val d’Isère | Slalom      | 1:51,80 min | +2,24 s | Maria Riesch    |

### Mistrzostwa świata juniorów
| Miejsce | Dzień     | Rok  | Miejscowość | Konkurencja | Czas biegu  | Strata  | Zwyciężczyni          |
| ------- | --------- | ---- | ----------- | ----------- | ----------- | ------- | --------------------- |
| DNF     | 3 marca   | 2006 | Québec      | Zjazd       | 1:13,51 min | -       | Marianne Abderhalden  |
| DNF1    | 4 marca   | 2006 | Québec      | Slalom      | 1:37,30 min | -       | Maria Pietilä-Holmner |
| DNF1    | 5 marca   | 2006 | Québec      | Supergigant | 1:10,96 min | -       | Anna Fenninger        |
| DNF2    | 7 marca   | 2006 | Québec      | Gigant      | 2:22,43 min | -       | Tina Weirather        |
| 13.     | 8 marca   | 2007 | Altenmarkt  | Gigant      | 2:14,90 min | +2,51 s | Nicole Schmidhofer    |
| 26.     | 9 marca   | 2007 | Altenmarkt  | Supergigant | 1:19,34 min | +3,49 s | Nicole Schmidhofer    |
| 11.     | 23 lutego | 2008 | Formigal    | Supergigant | 1:40,19 min | +3,26 s | Viktoria Rebensburg   |
| DNS     | 26 lutego | 2008 | Formigal    | Zjazd       | 1:50,13 min | -       | Ilka Štuhec           |
| DNF2    | 28 lutego | 2008 | Formigal    | Slalom      | 1:33,85 min | -       | Bernadette Schild     |
| 23.     | 29 lutego | 2008 | Formigal    | Gigant      | 1:42,50 min | +2,90 s | Anna Fenninger        |
| 6.      | 1 marca   | 2009 | Ga-Pa       | Slalom      | 1:42,07 min | +1,13 s | Denise Feierabend     |
| 24.     | 2 marca   | 2009 | Ga-Pa       | Gigant      | 2:45,81 min | +5,41 s | Viktoria Rebensburg   |
| 22.     | 4 marca   | 2009 | Ga-Pa       | Supergigant | 1:19,80 min | +3,14 s | Viktoria Rebensburg   |

### Puchar Świata

#### Miejsca w klasyfikacji generalnej
- sezon 2006/2007: 69.
- sezon 2007/2008: 118.
- sezon 2008/2009: 85.
- sezon 2009/2010: 61.
- sezon 2010/2011: 101.

#### Miejsca na podium w zawodach
Leinonen nie stawała na podium zawodów PŚ.